# Fora da Lei (revista)
Fora da lei! insere-se na categoria de imprensa panfletária, tendo sido publicado em Lisboa em abril e maio de 1915. Ideia de dois jornalistas, Hermano Neves e Herculano Nunes, Fora da lei!, procurava fazer-se escutar pelo público republicano de Lisboa, denunciando Pimenta de Castro como causador do estado de amorfismo e desequilíbrio em que a república se encontrava.